# Витерн
Вите́рн (фр. Viterne) — коммуна во французском департаменте Мёрт и Мозель, региона Лотарингия. Относится к  кантону Везелиз.

## География
Витерн расположен в 17 км к юго-востоку от Нанси. Соседние коммуны: Сексе-о-Форж на севере, Пон-Сен-Венсан на северо-востоке, Мезьер и Бэнвиль-сюр-Мадон на востоке, Мартемон на юге.

## Демография
Население коммуны на 2010 год составляло 721 человек.
| 1962 | 1968 | 1975 | 1982 | 1990 | 1999 | 2010 |
| ---- | ---- | ---- | ---- | ---- | ---- | ---- |
| 658  | 629  | 605  | 620  | 634  | 663  | 721  |